# 斎藤藤四郎
斎藤 藤四郎（齋藤、さいとう とうしろう、1884年10月22日 - 1935年6月1日）は、日本の政治家。衆議院議員（2期）。

## 経歴
栃木県出身。大阪化学肥料、帝国人造肥料、日本化学肥料各(株)取締役、南興実業公司代表理事、人造肥料連合会幹事となる。
1920年の第14回衆議院議員総選挙において栃木2区から憲政会公認で立候補して落選。1924年の第15回衆議院議員総選挙において栃木2区から無所属で立候補して当選。1928年の第16回衆議院議員総選挙では栃木1区から立憲政友会公認で立候補して再選した。衆議院議員を2期務めた。1930年の第17回衆議院議員総選挙で落選した。1935年死去。